# Kattegatcentret
Kattegatcentret er et stort, dansk akvarium med mere end 200 arter af havdyr - heriblandt hajer, pingviner, sæler og et hav af fisk, der lever i Kattegat, men også mange tropiske arter af fisk og hajer. Kattegatcentret er beliggende i Grenaa helt ud til Kattegat og åbnede i 1993. Det rummer bl.a. Hajtanken med 550.000 liter tropisk havvand indeholdende store hajer, rokker og andre tropiske fisk - og Oceanariet med fisk, hajer og andre dyr fra Kattegat, der boltrer sig i 1,5 mio. liter havvand. Det er muligt at gå igennem Hajtanken via en hajtunnel, og man kan både dykke i Hajtanken og Oceanariet. I 2022 åbnede Kattegatcentret et stort pingvinanlæg i to etager, hvor man kan opleve æselpingviner helt tæt på i en temperatur på 7 grader.
Kattegatcentrets mission er at skabe oplevelser og formidling med viden, holdning og hjerte - og på den måde være med til at bevare havet og livet i havet. Kattegatcentrets vision er, at langt flere bliver bidt af havet. Kattegatcentret vil bevæge og inspirere mennesker til at nyde, forstå og passe på havet. Kattegatcentret har fokus på formidling af den nyeste viden, og arbejder ofte samarbejde med forskere. Kattegatcentret er en selvejende fond og drives på non-profit basis. Udover udstillingsområderne har Kattegatcentret også en aktiv skoletjeneste, som besøges af godt 12.000 elever og studerende hvert år – en stor del af dem overnatter i Kattegatcentret som en del af overnatningsarrangementet Zzzzov med hajerne. Kattegatcentret har også fokus på naturbevarelse, forskning og bæredygtighed blandt andet i forbindelse med udnyttelse af havets ressourcer. Forskning foregår blandt andet i regi af AlgeCenter Danmark, hvor Kattegatcentret arbejder sammen med Aarhus Universitet, Teknologisk Institut og Københavns Universitet. Bygningen er tegnet af Kjær & Richter og er udvidet i 1996/1997 og 2022.
Direktør er Karsten Bjerrum Nielsen. H.K.H. Prinsesse Marie har siden 2013 været protektor for Kattegatcentret. H.K.H. Prinsesse Marie indviede Kattegatcentrets store oplevelseszone, Havet in Action, i maj 2013.
Kattegatcentret har 1.800m² solceller og et flowbatteri på 20 kW / 100 kWh.